# Il pianto dell'alba. Ultima ombra per il commissario Ricciardi
Il pianto dell'alba. Ultima ombra per il commissario Ricciardi è un romanzo giallo del 2019, dodicesimo volume della serie Le indagini del commissario Ricciardi dello scrittore Maurizio De Giovanni.

## Trama
Napoli,1934: il Commissario Luigi Alfredo Ricciardi, barone di Malomonte, ha finalmente raggiunto quel briciolo di felicità che credeva impossibile a causa del Fatto. Ha sposato l'amata Enrica e adesso aspettano un bambino. Anzi, una bambina secondo le certissime previsioni della fedele Nelide, che veglia su entrambi con devozione assoluta, spesso confrontandosi con lo spirito della zia, già balia e governante di Ricciardi.  
Ma qualcuno non ha preso bene il matrimonio, ed è la cantante Livia , che non si rassegna a perdere l'amore del commissario e, dopo avergli fatto una clamorosa scenata di gelosia, ha ripreso la sua vita un po' folle e piena di eccessi, mostrandosi sempre più spesso in pubblico con il maggiore tedesco Manfred von Brauchitsch.
Costui, tenuto d'occhio dall'Ovra, e in particolare dal misterioso Falco, già silenzioso guardaspalle di Livia per conto del potere insediato a Roma, diventa improvvisamente scomodo, e dunque sacrificabile, quando si scopre che fa parte delle SA, le camicie brune diventate un ostacolo per l'ascesa di Hitler e delle SS.
Falco ordisce quindi un piano per sbarazzarsi di entrambi gli amanti. Manfred verrà ucciso, e la colpa fatta ricadere su Livia, ubriaca e drogata, che viene rinvenuta dalla polizia svenuta accanto al cadavere e alla pistola con cui è stato commesso il delitto, e quindi rinchiusa in un manicomio. Livia si ritrova così abbandonata da tutti, a cominciare dai potenti amici di Roma, destinata ad essere cancellata come se non fosse mai esistita.
Ma il commissario Ricciardi, il fedele Maione e il dottor Modo, malgrado le pressioni della questura, che vuole mettere a tacere lo scandalo, certi dell'innocenza della donna non si fermano alle apparenze e svolgono, con grande rischio personale, un'indagine non autorizzata e pericolosa. Riusciranno nel loro intento, ma il prezzo da pagare sarà altissimo.

## Edizioni
- Maurizio de Giovanni, Il pianto dell'alba. Ultima ombra per il commissario Ricciardi, Einaudi, 25 giugno 2019, ISBN 9788806231378.
- Maurizio de Giovanni, Il pianto dell'alba. Ultima ombra per il commissario Ricciardi, Einaudi, 2020, ISBN 9788806245856.